# Postregal
Das Postregal, auch Postrecht (jus postarum), war ein Hoheitsrecht (Regal) des Königs oder Landesherrn zur alleinigen Postbeförderung. Dazu gehörte u. a. das Einrichten von Posten und Bestellen von Postmeistern.

## Geschichte
In den meisten entwickelten Ländern wurde das Postregal zu einer landeshoheitlichen Aufgabe und war eng mit dem Postzwang verbunden, der Pflicht eines Jeden, sich bei bestimmten Arten von Versendungen ausschließlich der Staatsposten zu bedienen.
Während im Laufe des 19. Jahrhunderts mit der Entwicklung von Eisenbahn und Dampfschifffahrt die Beförderung von Personen und Gütern aus dem Aufgabenbereich der Staatspostanstalten herausfiel, blieb das Postmonopol bei Briefen, Paketen und periodisch gedruckten Schriften erhalten.
Das Postregal wurde in den Ländern Europas, Asiens und Amerikas unterschiedlich ausgeübt. Es gab sowohl die alleinige Postbeförderung durch die Staatspostanstalten als auch die staatliche Konzessionierung an Privatunternehmen. Später wurde das Postregal auch auf das Telegraphenwesen ausgedehnt.
Bis in das späte 20. Jahrhundert wurde das staatliche bzw. staatlich konzessionierte Monopol im Post- und Fernmeldewesen in den meisten Ländern beibehalten. Danach setzte weltweit die Privatisierung ein.
Der letzte Überbleibsel des Postregals in Deutschland ist die Lizenzvergabe für den Brieftransport bis zu 1.000 g durch die Bundesnetzagentur für Elektrizität, Gas, Telekommunikation, Post und Eisenbahnen nach § 5 Abs. 1 Postgesetz.